# جاك ييتس
جاك ييتس (بالإنجليزية: Jack Yates)‏ (1 يناير 1860 في المملكة المتحدة - ) هو لاعب كرة قدم بريطاني (وحمل سابقاً جنسية المملكة المتحدة لبريطانيا العظمى وأيرلندا) في مركز الهجوم. لعب مع ستوك سيتي.